# Oxira infuscata
Oxira infuscata är en fjärilsart som beskrevs av Burrau 1950. Oxira infuscata ingår i släktet Oxira och familjen nattflyn. Inga underarter finns listade i Catalogue of Life.